# فری‌استایل بی‌ام‌ایکس
فری‌استایل بی‌ام‌ایکس نوعی حرکات نمایشی با دوچرخه‌های بی‌ام‌ایکس است. این ورزش که از مسابقات بی‌ام‌ایکس نشأت گرفته، شامل پنج رشته اصلی است: خیابان، پارک، ورت، مسیر، و فلت‌لند. در ژوئن ۲۰۱۷، کمیته بین‌المللی المپیک اعلام کرد که رشته پارک فری‌استایل به عنوان یک رویداد المپیکی به بازی‌های تابستانی ۲۰۲۰ اضافه خواهد شد.

## سال‌های ابتدایی
اولین مستندات عکاسی از فری‌استایل بی‌ام‌ایکس نشان می‌دهد که دِوین و تاد بانک در سال ۱۹۷۴ بر روی یک رمپ اسکیت‌بورد هشت فوتی که در خانه کودکی‌شان در وست لس‌آنجلس، کالیفرنیا ساخته بودند، با دوچرخه‌های بی‌ام‌ایکس خود در حال رکاب زدن بودند. این آغاز حرکات نمایشی با رمپ بی‌ام‌ایکس بود. حرکات اسپین ۳۶۰ درجه فری‌استایل دِوین بانک در خیابان با پرش از روی جدول‌ها مستند شده است. بعدتر مجله اسکیت‌بورد تصاویری از بچه‌های روی دوچرخه‌، در استخرهای خالی را منتشر کرد. در سال ۱۹۷۵، بچه‌ها شروع به دوچرخه‌سواری در کانال‌های ذخیره آب بتنی در اسکوندیدو، سن‌دیگو، کالیفرنیا کردند. در سال ۱۹۷۶، دِوین و تاد بانک شروع به دوچرخه‌سواری در پارک اسکیت‌برد ران‌وی در کارسون کالیفرنیا کردند. در سال ۱۹۷۶، دوچرخه‌سواران دیگری در پارک اسکیت‌برد کارلس‌باد در کالیفرنیا دیده شدند. باب هارو و جان سوآنگن در اواخر سال ۱۹۷۶ در اسکیت‌برد هِوِن، یک پارک اسکیت بتنی در سن‌دیگو، کالیفرنیا، با دوچرخه‌های بی‌ام‌ایکس رکاب زدند. بعدها با ایجاد حرکات جدید در خیابان‌های صاف فری‌استایل را فراتر از پارک‌های اسکیت گسترش دادند. در پاییز ۱۹۷۷، باب هارو در مجله بی‌ام‌ایکس اکشن استخدام شد و با آر.ال. اوسبورن، پسر ناشر مجله، دوست شده و در زمان‌های آزاد به تمرین حرکات فری‌استایل می‌پرداختند.
در تابستان ۱۹۷۸، پارامونت، لیک‌وود و دیگر پارک‌های اسکیت جنوبی کالیفرنیا شروع به اختصاص دادن زمان‌های برای فعالیت دوچرخه‌های بی‌ام‌ایکس کردند. دوچرخه‌سوار مسابقات بی‌ام‌ایکس، تینکر جواز و ویلیام «کریزی لِیسی» فُرماژ در حال نوآوری‌هایی در فری‌استایل بودند.
مجله بی‌ام‌ایکس اکشن اولین مقاله نحوه انجام فری‌استایل را در شماره ژانویه/فوریه ۱۹۷۹ منتشر کرد که در آن باب هارو در حال انجام «راک واک» نمایش داده شده بود.
دوچرخه‌سواران بی‌ام‌ایکس در سال ۱۹۷۹ در جریان یک مسابقه اسکیت در پارک اسکیت‌برد راکی مانتین سورف در سالت‌لیک‌سیتی، یوتا، یک نمایش فری‌استایل را اجرا کردند.

## اواخر سال ۱۹۷۹
در اواخر سال ۱۹۷۹، ویلیام «کریزی لِیسی» فُرماژ و تونی ری دیویس تیم حرکات نمایشی بی‌ام‌ایکس به نام سوپر استایل II را تأسیس کردند و به زودی شروع به اجرای نمایش‌های فری‌استایل در مسابقات بی‌ام‌ایکس و دیگر رویدادها کردند. پس از شناخته شدن تیم سوپر استایل II، تیم‌های حرکات نمایشی سازمان‌یافته دیگری تأسیس شدند و به سرعت به شهرت رسیدند. در این مرحله، حرکت فری‌استایل به‌طور کامل زیرزمینی بود. اگرچه چندین تیم فری‌استایل تحت حمایت تولیدکنندگان بی‌ام‌ایکس در ایالات متحده به تور می‌رفتند، آن‌ها ورزش بی‌ام‌ایکس را به‌طور کلی ترویج می‌کردند، نه به‌طور خاص فری‌استایل را.
انجمن فری‌استایل آمریکایی (AFA) اولین نهاد مدیریتی برای فری‌استایل بی‌ام‌ایکس بود که در سال ۱۹۸۲ توسط باب موریس تأسیس شد.
باب اوسبورن مجله‌ای با کیفیت بالا و فصلی را به‌طور خاص به فری‌استایل بی‌ام‌ایکس اختصاص داد. در تابستان ۱۹۸۴، مجله فری‌استایلین به نمایش درآمد. دنیای بی‌ام‌ایکس به سرعت پتانسیل عظیم این ورزش را متوجه شد. تولیدکنندگان به سرعت به طراحی مدل‌های جدید دوچرخه، قطعات، و لوازم جانبی فری‌استایل پرداختند و شروع به جستجوی دوچرخه‌سواران با استعداد برای حمایت مالی کردند. فروشگاه‌های دوچرخه شروع به Stock کردن محصولات فری‌استایل کردند. AFA شروع به برگزاری مسابقات فلت‌لند و کوارترپایپ سازمان‌یافته کرد.

## اوج و کاهش محبوبیت
از سال ۱۹۸۰ تا ۱۹۸۷، فری‌استایل بی‌ام‌ایکس به اوج محبوبیت خود رسید. در این دوره، این ورزش با معرفی مدل‌های جدید دوچرخه، قطعات، و لوازم جانبی به‌طور خاص برای فری‌استایل پیشرفت کرد. به عنوان مثال، هارو هر ساله مدل‌های هارو FST، اسپورت، و مستر را با رنگ‌های گرافیکی برجسته، طراحی‌های جدید و فریم‌های جدید معرفی کرد.
در اوایل دهه ۱۹۹۰، فری‌استایل بی‌ام‌ایکس با کاهش محبوبیت تجاری خود مواجه شد؛ به دنبال آن، تعدادی از شرکت‌های بزرگ سرمایه‌گذاری خود را در این ورزش کاهش دادند یا متوقف کردند. در این وضعیت اقتصادی، جوامع جدید از شرکت‌های متعلق به دوچرخه‌سواران و ابتکارات به بازتعریف ورزش بر اساس نیازها و علایق خود پرداختند و راه را برای رهبری جدید در صنعت با شرکت‌های لباس و مواد باز کردند. این کاهش و مرحله جدید توسعه ورزش به صنعت مستقل به‌طور قابل توجهی در مقدمه ویدئوی بی‌ام‌ایکس Ride On (کارگردان: ادی رومان) اشاره شده است.

## رشته‌های تمرینی
دوچرخه‌سواران فری‌استایل بی‌ام‌ایکس در چندین رشته شناخته‌شده شرکت می‌کنند. مانند دیگر اشکال حرکات نمایشی، قوانین خاصی وجود ندارد بلکه سبک، زیبایی‌شناسی، مهارت‌ها و خلاقیت مورد تأکید قرار می‌گیرند.

### خیابان
دوچرخه‌سواران خیابانی از فضاهای شهری و عمومی برای انجام حرکات استفاده می‌کنند. این حرکات می‌توانند بر روی جدول‌ها، نرده‌ها، پله‌ها، لبه‌ها، بانک‌ها و دیگر موانع انجام شوند. سبک‌ها در میان دوچرخه‌سواران خیابانی متنوع است، زیرا دوچرخه‌سواران اغلب به محیط شهری خود وابسته هستند. بی‌ام‌ایکس خیابانی به عنوان یک رشته به‌طور فزاینده‌ای در اواخر دهه ۱۹۸۰ شناخته شد.
در بی‌ام‌ایکس مدرن، پیشرفت حرکات فنی بیشتر بر روی موانع خیابانی باعث شد که این رشته از دیگر رشته‌های فری‌استایل متمایز شود. دوچرخه‌های بی‌ام‌ایکس مخصوص خیابان معمولاً دارای زاویه‌های تندتر و فاصله‌های کوتاه‌تر از چرخ‌ها هستند که مانورپذیری را آسان‌تر می‌کند، اما در سرعت‌های بالاتر که با تمرینات رمپ و خاک همراه است، ثبات کمتری دارند.
در داخل بی‌ام‌ایکس خیابانی تعدادی از مسابقات وجود دارد، با این حال، اکثریت دوچرخه‌سواران حرفه‌ای خیابانی به ساخت ویدئوها برای دی‌وی‌دی‌ها و یوتیوب برای حامیان مالی خود تمرکز دارند. تنها تعداد کمی از دوچرخه‌سواران به هر دو مورد توجه دارند و دوره‌های مسابقات و حمایت‌های شرکتی توسط بسیاری از دوچرخه‌سواران به عنوان «هسته» دوچرخه‌سواری خیابانی در نظر گرفته نمی‌شود. یکی از دوچرخه‌سوارانی که در هر دو زمینه مسابقات و پروژه‌های ویدئویی موفق شده است، گارت رینولدز است. گارت ۱۳ مدال ایکس‌گیمز برنده شده و همچنین جوایز نورا کاپ برای ویدیو و رکاب‌زن خیابانی سال را کسب کرده است و به‌طور گسترده‌ای به عنوان یکی از بهترین دوچرخه‌سواران خیابانی بی‌ام‌ایکس شناخته می‌شود.

### پارک
پارک به رشته بی‌ام‌ایکس اختصاصی برای استفاده از پارک‌های اسکیت اشاره دارد که معمولاً با تأکید بر انجام حرکات در انتقالات بول یا جعبه‌های پرش همراه است.
پارک‌های اسکیت به‌طور مشترک توسط دوچرخه‌سواران بی‌ام‌ایکس، اسکیت‌برد سواران، اسکیت‌سواران و اسکوتر سواران فری‌استایل استفاده می‌شود. پارک‌های اسکیت می‌توانند از چوب، بتن یا فلز ساخته شوند. سبک‌های سواری به سبک پارک‌ها بستگی دارد. چوب برای سبک‌های روان‌تر مناسب‌تر است و دوچرخه‌سواران به دنبال شکاف‌ها می‌گردند و هدفشان گرفتن بالاترین پرش‌ها از کاپینگ است. پارک‌های بتنی معمولاً حاوی بول‌ها و استخرها هستند. با این حال، ترکیب این دو سبک در هر نوع پارک غیرمعمول نیست.
پارک‌های بتنی معمولاً در فضای باز ساخته می‌شوند به دلیل قابلیت مقاومت آن‌ها در برابر سال‌ها در معرض شرایط جوی. پارک‌های بتنی همچنین به‌طور معمول با کمک‌های عمومی تأمین مالی می‌شوند به دلیل طبیعت دائمی و کم‌هزینه آن‌ها در مقایسه با پارک‌های چوبی. پارک‌های ساخته شده از چوب در پارک‌های تجاری محبوب هستند، اما نگهداری آن‌ها دشوارتر است، زیرا چوب می‌تواند به مرور زمان تجزیه شود یا ویژگی‌ها می‌توانند از طریق استفاده زیاد آسیب ببینند. پارک‌های چوبی معمولاً ایمن‌تر از بتنی در نظر گرفته می‌شوند، زیرا در هنگام برخورد، سطح چوب به مقدار کمی انحراف می‌یابد، برخلاف بتن که غیرقابل انعطاف است. پارک‌هایی که با توجه به استفاده بی‌ام‌ایکس طراحی شده‌اند معمولاً دارای کاپینگ فولادی در کناره هستند که کمتر از بتن یا کاپینگ استخر آسیب‌پذیر است.
تعدادی از مسابقات بر روی رشته پارک بی‌ام‌ایکس تمرکز دارند، به‌طوریکه ایکس‌گیمز معمولاً بر روی حرکات پیشرفته و پرش‌های بزرگ تمرکز دارد، و سایر مسابقات مانند ونس بی‌ام‌ایکس پرو کاپ بیشتر بر روی سواری روان و استایل در دوره‌های بول سبک تمرکز دارند.
در ژوئن ۲۰۱۷، کمیته المپیک اعلام کرد که پارک فری‌استایل بی‌ام‌ایکس در المپیک تابستانی توکیو ۲۰۲۰ به نمایش درخواهد آمد.